# 드류 넬슨
드루 넬슨(Drew Nelson, 1979년 8월 11일 ~ )은 캐나다의 배우이다.
에토비코에서 태어났다.

## 출연 작품
- 데빌 인사이드 미 (2019년) - 해리슨 역
- 맨 Vs. (2015년)
- My Brother's Keeper (2004)
- 투 어게인스트 타임 (2002년)
- 매튜 셰퍼드 스토리 (2002년)
- 살인의 법칙 (2001년)

### 텔레비전
- 퀴어 애즈 포크 (2004)